# 流山線
流山線（日语：／ Nagareyama sen */?）是一條位於日本千葉縣的鐵路線，連接松戶市馬橋站和流山市流山站，由流鐵營運。這條路線是流鐵營運的唯一一條鐵路，曾經作為連接流山市中心和常磐線的主要線路，不過自從筑波快線啟用後本線乘客量便明顯減少。

## 歷史
2023年6月，流鐵向國土交通省關東運輸局申請調漲流山線的票價，並於同年的9月7日獲得核准，為該公司時隔34年再度調整票價；此次票價的平均漲幅約為9.86%，並於2024年4月1日實施。

## 路線資料
- 路線距離（營業距離）：5.7公里[6]
- 軌距：1067毫米[6]
- 站數：6個（包括起終點站）[6]
- 複線路段：沒有（全線單線）
- 電氣化路段：全線（直流1500V）
- 閉塞方式：自動閉塞式
- 保安裝置：ATS[7]
  - 誤出發防止裝置（馬橋、小金城趾、流山等各站在2003年起設置）
  - 終端站過走防止裝置（馬橋、流山等各站在2003年起設置）
  - 誤進入防止裝置（小金城趾站在2009年起設置）
  - 其他裝備包括運行車輛的約3割（2節）設有運轉士異常時列車停止裝置（日语：緊急列車停止装置）、列車無線裝置。
- 設有交會設備的車站：小金城趾
- 車輛基地所在站：流山

## 車站列表
- 所有車站都位於千葉縣
- 軌道 … ∨、∧：兩端的車站，◇、｜：單線路段（◇為可進行列車交會）

| 車站編號 | 中文站名 | 日文站名 | 英文站名 | 站間距離 | 累計距離 | 接續路線                                                  | 軌道 | 所在地 |
| -------- | -------- | -------- | -------- | -------- | -------- | --------------------------------------------------------- | ---- | ------ |
| RN1      | 馬橋     |          |          | -        | 0.0      | 東日本旅客鐵道： 常磐線（各站停車）                       | ∨    | 松戶市 |
| RN2      | 幸谷     |          |          | 1.7      | 1.7      | 東日本旅客鐵道： 常磐線（各站停車）、 武藏野線（新松戶）※ | ｜   | 松戶市 |
| RN3      | 小金城趾 |          |          | 1.1      | 2.8      |                                                           | ◇    | 松戶市 |
| RN4      | 鰭崎     |          |          | 0.8      | 3.6      |                                                           | ｜   | 流山市 |
| RN5      | 平和台   |          |          | 1.5      | 5.1      |                                                           | ｜   | 流山市 |
| RN6      | 流山     |          |          | 0.6      | 5.7      |                                                           | ∧    | 流山市 |

## 外部連結
流鐵 （页面存档备份，存于） （日語）